# Герценштейн, Михаил Яковлевич
Михаил Яковлевич Герценште́йн (Меер Яковлевич; 22 апреля 1859, Вознесенск, Елисаветградский уезд — 31 июля 1906, Териоки) — российский учёный-экономист, публицист, политический и общественный деятель.

## Биография

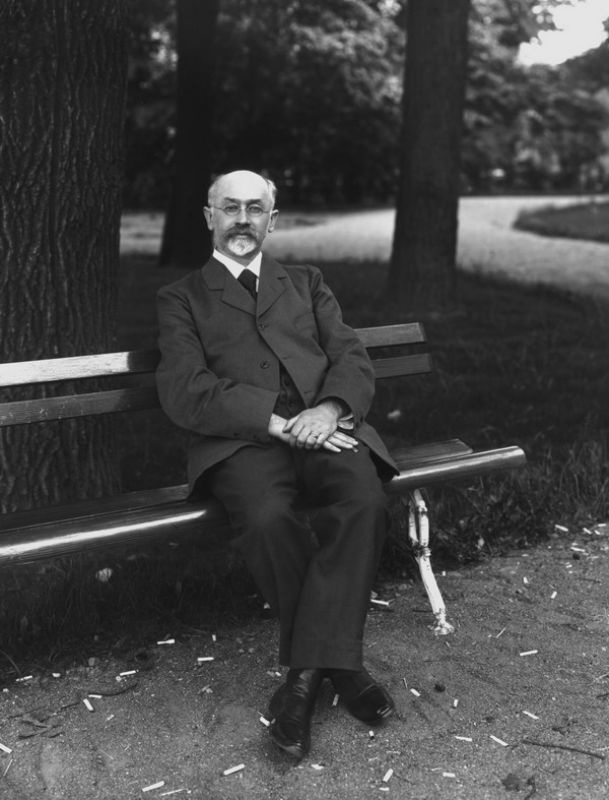
М. Я. Герценштейн, депутат Государственной думы

Родился 18 [30] апреля 1859 года в Вознесенске Херсонской губернии (ныне Николаевская область Украины) в состоятельной еврейской семье, эта дата указана на надгробном памятнике и в альманахе «Из глубины времён». Относительно даты и места рождения Герценштейна указываются также 16 апреля и город Вознесенск Херсонской губернии. Как место рождения фигурирует также Одесса.
В 1881 году окончил юридический факультет Новороссийского университета, где проявил интерес к экономическим наукам. После защиты в 1882 году кандидатского сочинения «Теория поземельной ренты Родбертуса-Ягетцова» уехал совершенствовать знания в Европу: слушал лекции в Берлине и Гейдельберге, посетил с научной целью Париж и Лондон. По возвращении Герценштейн сдал магистерский экзамен, однако Министерство народного просвещения долгие годы отказывало ему в утверждении в учёной степени, открывавшей допуск на профессорскую кафедру. По утверждению биографов, когда он привёл доказательства своих прав, министр граф Делянов ответил Герценштейну в глаза: «Не всегда можно исполнять законы».
В 1888 году Михаил Герценштейн женился на Анне Васильевне Пчёлкиной, приняв перед этим православие.
На протяжении 15 лет Герценштейн «оставался магистрантом, сдавшим магистерский экзамен, но не получившим степень магистра». В этой ситуации существенную помощь учёному оказал видный банкир Лазарь Поляков, который в 1885 году по рекомендации профессора А. И. Чупрова устроил Герценштейна в принадлежавший ему Московский земельный банк. Служба в банке Полякова создала Герценштейну независимое материальное положение, обогатила его запасом практических сведений в области финансовых, кредитных и аграрных отношений, и вскоре он стал известным специалистом в области поземельного кредита.
В апреле 1899 года Герценштейн был принят в число присяжных поверенных Московской судебной палаты.
Только в 1903 году новый министр народного образования Г. Э. Зенгер признал, что Герценштейн имеет право занять кафедру, после чего его утвердили приват-доцентом Московского университета по кафедре политической экономии. В декабре 1904 года Герценштейн стал профессором политический экономии и статистики в Московском сельскохозяйственном институте. Преподавал также на открытых в 1903 году Коммерческих курсах.
В 1905 году он стал гласным Московской городской думы, где председательствовал в финансовой и жилищной комиссиях. Входил в состав «исполнительной комиссии», образованной думой для переговоров с рабочими по поводу их конфликта с городским самоуправлением. Однако на выборах городского головы Москвы Герценштейн свою кандидатуру снял; в этом же году он стал гласным московского губернского земского собрания, где возглавлял аграрную комиссию партии кадетов. Его позиция по аграрному вопросу впоследствии легла в основу программы кадетов.
На выборах в I государственную думу кадеты выдвинули его кандидатуру от города Москвы (при этом от своего места в Думе в пользу Герценштейна отказался князь Павел Долгоруков).
В Думе Герценштейн стал председателем первой (главной) подкомиссии аграрной комиссии и входил в состав трёх других комиссий: финансовой, бюджетной и об ассигновании средств на продовольственную помощь населению. За короткий срок существования первого парламента Российской империи Герценштейн успел трижды выступить в общем собрании Думы по аграрному вопросу.
После разгона Думы Герценштейн выехал в Финляндию, где 12-14 (25-27) июля участвовал в межпартийном совещании кадетов и трудовиков в Териоках, а 9 (22) июля 1906 год в Выборге подписал, в составе 180 членов Думы, «Выборгское воззвание». После возбуждения дела против всех подписантов воззвания вернулся на короткое время в Петербург. Первые часы дня своей гибели 18 (31) июля 1906 года Герценштейн провёл у своего однопартийца В. Д. Набокова, после чего вернулся в Териоки, где уже несколько дней его выслеживали черносотенцы — Александр Казанцев с группой сообщников. В Териоках, оставив на своей даче младшую дочь Веру, Герценштейн с супругой Анной Васильевной и старшей дочерью Анной вышли прогуляться по берегу Финского залива, где около 8 часов вечера их и настигли убийцы. Выстрелами из револьверов Герценштейн был убит, а его дочь ранена.
В 13-м томе Нового энциклопедического словаря Брокгауза и Ефрона (1913 год) датой убийства ошибочно указано 14, а не 18 июля.

## Научная деятельность

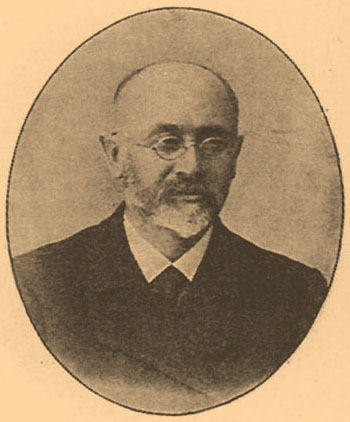
Михаил Яковлевич Герценштейн
Фото из «ЭСБЕ»

В 1876—1882 годах профессором политической экономии Новороссийского университета был А. С. Посников — известный либеральный экономист, впоследствии, с апреля 1917 года — председатель Главного земельного комитета при Временном правительстве. Под его руководством Герценштейн написал и в 1882 году защитил кандидатское сочинение «Теория поземельной ренты Родбертуса». Тогда же, на основании собранного материала Герценштейн опубликовался в «Русской мысли» и «Юридическом вестнике». С 1884 года статьи Герценштейна стали печатать «Русские ведомости», где одним из редакторов стал профессор Посников.
Впоследствии Герценштейн не раз возвращался в своих трудах к теориям Родбертуса. Другим экономистом, чьи труды привлекли его внимание, был американский социалист-радикал, политэконом Генри Джордж; статью о нём Герценштейн опубликовал в 1885 году в «Русской Мысли». Книга Джорджа «Прогресс и бедность» (1879) привлекла широкое внимание учёного мира, а само философско-экономическое учение этого экономиста и политика получило название «джорджизма». Изучение взглядов Генри Джорджа, акцентировавшего внимание на аграрном вопросе, оказалось полезным для Герценштейна, когда он вплотную подошёл к этой проблематике с началом преподавания в Московском сельскохозяйственном институте. Впоследствии Герценштейн стал главным специалистом по аграрному вопросу в руководстве партии кадетов.
Служба в Московском земельном банке у Лазаря Полякова оставляла Герценштейну достаточно времени для продолжения научно-публицистической деятельности. Он продолжал писать в «Юридическом вестнике», «Русской мысли» и «Русских ведомостях» по вопросам финансов, кредита, а в последние годы и по аграрному вопросу. В 1892 году вышла его книга «Кредит для земств и городов», в 1900 году — «Реформа ипотечного кредита в Германии», в 1902 году — «Ипотечные банки и рост больших городов в Германии». В 1903 году он отозвался на злоупотребления в харьковском земельном и торговом банках брошюрой «Харьковский крах».
В 1904 году вышли две работы Герценштейна: «Мелкий кредит в трудах комитетов о нуждах сельскохозяйственной промышленности и сберегательные кассы», «Новейшие течения в учении о поземельном кредите в Германии». Последняя из них (магистерская диссертация) — opus magnum, основной теоретический труд Герценштейна. Герценштейн анализировал учения Карла Родбертуса, Лоренца Штейна и Альберта Шеффле; остановился на попытке прусского законодательства насадить в восточных провинциях королевства крестьянское землевладение не на началах частной собственности, а на иных основаниях, юридически более близких к средневековым формам землевладения; исследовал различные проекты уменьшения земельной задолженности.
В 1905 году был издан сборник «Аграрный вопрос» (издание Долгорукова и Петрункевича. — М., 1905), куда вошли статьи Герценштейна «Национализация земли», «Крестьянский банк» и «Выкупная операция».

## Политическая деятельность
С гимназического времени Герценштейн дружил с Г. Б. Иоллосом. Избранный в тот же состав Думы, Иоллос поддерживал отношения с семьёй Герценштейна вплоть до того момента, когда несколько месяцев спустя сам он был убит террористами.

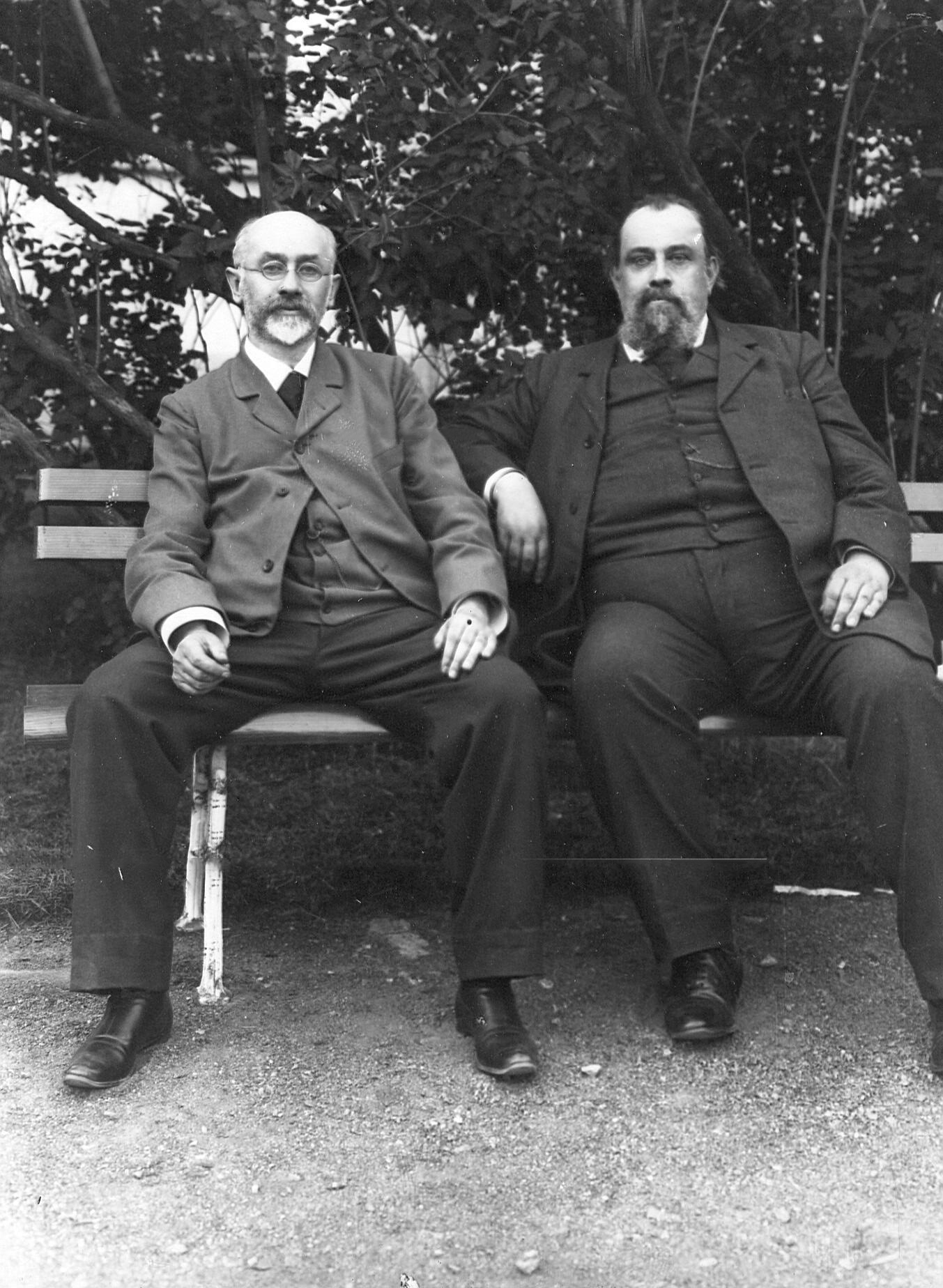
М. Я. Герценштейн и М. М. Ковалевский, 1906 год

В 1905 году Герценштейн был избран гласным московского губернского земского собрания. В городской думе Герценштейн сразу занял видное положение, став председателем финансовой и жилищной комиссий. Он вошёл также в состав особой «исполнительной комиссии», образованной городской думой, и в её составе вёл переговоры с рабочими во время их конфликта с городским самоуправлением. При выборах городского головы в конце 1905 года намечалась и кандидатура Герценштейна, но он от неё решительно уклонился.

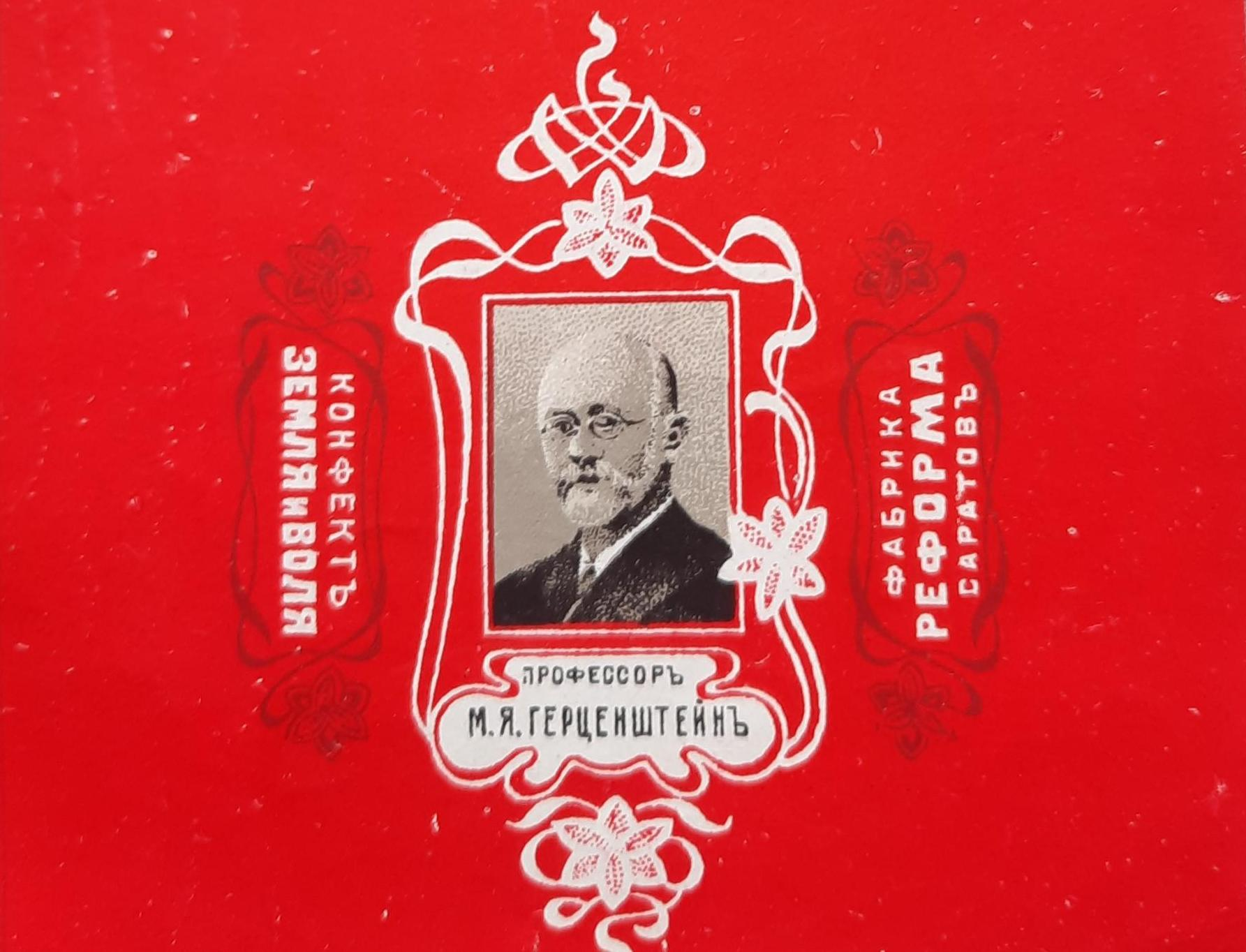
Обёртка конфеты «Земля и воля» саратовской кондитерской фабрики «Реформа»

Герценштейн участвовал в съездах городских и земских деятелей с самого их возникновения. Он выступал также в частных собраниях, устраивавшихся в 1905 году в Москве, с докладами по аграрному вопросу, защищая от возражений справа и слева принципы, которые впоследствии легли в основу программы конституционно-демократической партии. В своей партии он был председателем аграрной комиссии, участвуя во всех совещаниях, затрагивавших аграрные вопросы. На выборах в первую государственную думу кадеты выдвинули его в числе 4 кандидатов по округу г. Москвы. По итогам голосования выборщиков М. Я. Герценштейн и М. Ф. Савельев получили по 163 голоса из 169, Ф. Ф. Кокошкин — 165 и С. А. Муромцев — 166 голосов. В досье Герценштейна легла полицейская справка: «В настоящее время… выбран членом от Москвы в Гос. Думу, причем кандидатура его, как выдающегося финансиста, с точки зрения партийных интересов представлялась даже более желательною, чем кандидатура одного из первостепенных организаторов и руководителей к.-д. партии — князя Павла Долгорукого».
Близкий к правительству и лично Столыпину автор книги «Правда о кадетах» И. Я. Гурлянд (псевдоним Н. П. Васильев) в 1907 году, уже после гибели Герценштейна, так комментировал кадровый выбор кадетов по аграрному вопросу:

Ни покойный Герценштейн, ни благополучно здравствующий господин Кутлер никогда не имели ни малейшего основания считать себя голосом русской земли по крестьянскому делу. Они типичные горожане, один — банковский чиновник, другой — бюрократ. Но вот потребовался голос земли — пожалуйте, готово!
В думе Герценштейн стал председателем первой (главной) подкомиссии аграрной комиссии, и членом финансовой и бюджетной комиссий, а также комиссии об ассигновании средств на продовольственную помощь населению. Отражая и позицию кадетов, и своё личное убеждение по аграрному вопросу, в Думе Герценштейн призывал к принудительному изъятию земельной собственности у частных владельцев. Правительство объявило этот вариант решения земельной проблемы неприемлемым, и 18 (31) мая 1906 года Герценштейн огласил с думской трибуны свои возражения. В заключение своей первой речи в Думе он остановился на проблеме, затронутой предшествующим оратором, профессором Л. И. Петражицким — речь шла об опасениях за будущее культуры в случае превращения России в страну исключительно крестьянского хозяйства.
На следующий день, 19 мая (1 июня) кадеты и другие его единомышленники в думе, в том числе представители крестьян, попросили Герценштейна дать ответ главноуправляющему землеустройством и земледелием А. С. Стишинскому и товарищу министра внутренних дел В. И. Гурко. Эта его речь носила более яркий полемический характер, чем первая:

Принудительное отчуждение вводится в интересах государственной пользы, а это предусмотрено нашими основными законами. Чего же вы теперь ожидаете? Вы хотите, чтобы зарево охватило целый ряд губерний?! Мало вам разве опыта майских иллюминаций прошлого года, когда в Саратовской губернии чуть ли не в один день погибло 150 усадеб?!
Это выступление Герценштейна 19 мая (1 июня) 1906, когда он «предостерегал правительство от стихийного бунта, к которому могло привести катастрофическое состояние крестьянства», немедленно вызвало бурю гнева уже в зале заседаний Думы. По воспоминаниям В. Г. Короленко, «трудно представить себе ту бурю гнева, какая разразилась при этих словах на правых скамьях. Слышался буквально какой-то рёв. Над головами подымались сжатые кулаки, прорывались ругательства, к оратору кидались с угрозами…». В заседании 23 мая (5 июня) Герценштейн продолжил полемику с Гурко и Стишинским.
Согласно воспоминаниям С. Е. Трубецкого, Герценштейн говорил с трибуны Думы об «иллюминациях дворянских усадеб» «с непристойным юмором». Черносотенцы интерпретировали слова об «иллюминациях» как злорадство по поводу нападений крестьян на дворянские усадьбы и как подстрекательство к продолжению таких действий. Именно после этой речи Герценштейн начал получать письма с угрозами расправы. Единственная мера предосторожности, которую он в связи с этим предпринял — застраховал свою жизнь на 50 тыс. рублей в страховом обществе «Нью-Йорк».
Несмотря на претензии правых к городскому происхождению Герценштейна и антисемитские нападки, крестьяне хорошо осознавали, чьи интересы он защищает в земельном вопросе. Герценштейн, по выражению Короленко, стоял «в центре разработки и защиты кадетского проекта». В частности, в Думе после выступления правых депутатов крестьяне скандировали «Герценштейн! Герценштейн!» А после убийства один из местных жителей возле Троице-Сергиевой Лавры сказал:

Знали, подлецы, кого убивали. Даром, что родом был еврей, а о православном народе вот как старался— 
 По утверждению Короленко, такие отзывы были не единичными.
Между 15 и 20 июня (в конце июня — начале июля н. ст.) Николай II в присутствии В. Н. Коковцова рассмотрел представленный оппозицией список нового кабинета министров. На пост председателя совета министров предлагался С. А. Муромцев, на пост министра финансов — Герценштейн. Эти предложения царь отверг.
В ночь на 9 (22) июля 1906 года стало известно о роспуске Думы. В 6 часов утра указ был расклеен по Петербургу, в том числе на воротах Таврического дворца, которые были закрыты на замок.
Было воскресенье, и многие депутаты находились на дачах, расположенных на северном побережье Финского залива, вдоль железной дороги Петербург — Выборг. Станция Белоостров была пограничной, и за р. Сестрой начиналась Выборгская губерния — её в 1811 году Александр I передал Великому княжеству Финляндскому. В 17 км от Белоострова и в 89 км от Выборга находятся Териоки — крупнейший из ближайших к русской границе населённых пунктов, превратившихся к концу XIX века в курорты. Полоса между пляжем и железной дорогой застраивалась, в основном, небольшими деревянными домами, комнаты в которых местные жители сдавали петербуржцам на лето. В 1908 году в Териоках насчитывалось 1400 дач и около полутора десятков небольших гостиниц. Область между Куоккалой и Выборгом превратилась в ареал полуконспиративной и нелегальной деятельности многих партий, противостоявших самодержавию в 1905—1917 годах: «финляндская автономия жила по особым законам, и русская полиция не имела возможности производить здесь аресты по своему усмотрению». По воспоминаниям П. Н. Милюкова, относящимся к 1906 году:

На летнее время я с семьёй поселился на даче возле Териок, за границей Белоострова. Там же поблизости поселился член Первой Думы Герасимов. Выбор места был сделан с умыслом. Собраться в Петербурге членам партии было невозможно; местом наших политических сборищ, более или менее конспиративных, сделалась с этих пор Финляндия. Собрать полный съезд также было нельзя; мы собрали в Териоках партийное совещание, на которое членам полагалось приезжать и приходить поодиночке.— 

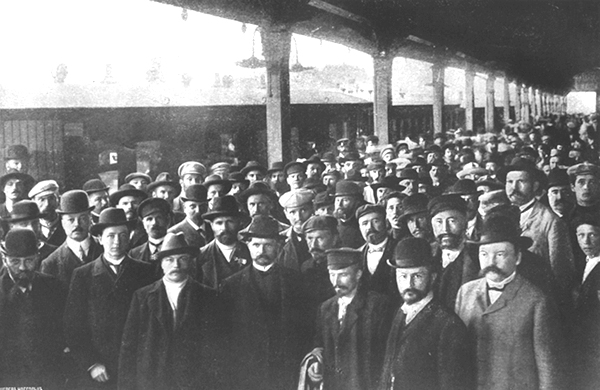
Депутаты Думы на Выборгском вокзале

Герценштейн с семьёй также обосновался летом 1906 года в Териоках. Депутаты, остававшиеся в день закрытия Думы в Петербурге, прочтя расклеенный на улицах указ о её роспуске, «тотчас же торопливо уходили». По воспоминаниям Коковцова, «среди дня замечался усиленный отъезд членов Думы по Финляндской железной дороге», а к вечеру стало известно, что члены разогнанной Думы решили собраться в Выборге. Всего собралось 220 депутатов. С. А. Муромцев открыл заседание фразой: «заседание Государственной Думы возобновляется».
Текст коллективно составленного обращения «От Думы к народу» призывал, в том числе, к пассивному сопротивлению властям до созыва новой Думы: не давать рекрутов, не платить податей и не платить по займам, которые заключило правительство без согласия Думы. В ходе дискуссии Герценштейн возражал против таких призывов к гражданскому неповиновению. Однако по окончании обсуждения документа, на следующий день, 10 (23) июля 1906 года, он солидаризировался с большинством. Поставив в числе 180 депутатов свою подпись под воззванием (датировали его предыдущим днём), он вернулся в Териоки, где два дня спустя, 12 (25) июля, кадеты и трудовики начали на даче «Новый Курорт» межпартийное совещание.
Териокское совещание трудовиков и кадетов 12—13 (25—26) июля 1906 года рассматривало варианты дальнейших их совместных действий. В частности, предлагалось создать Исполнительный комитет ликвидированной Думы. Согласовать позиции сторонам не удалось, и совещание завершилось окончательным размежеванием обеих партий. На фотографиях, сделанных в перерывах между заседаниями, рядом с депутатами — газеты, публикующие и обсуждающие «Выборгское воззвание». Через несколько дней царское правительство ответило на него репрессивными мерами: 16 (29) июля против всех подписавших этот документ было возбуждено дело.
Герценштейн продолжал встречаться с товарищами по партии, и через несколько дней выехал в Петербург. Первую половину дня своей смерти он проводит у своего однопартийца В. Д. Набокова, после чего вернулся в Териоки шестичасовым вечерним поездом.

## Убийство

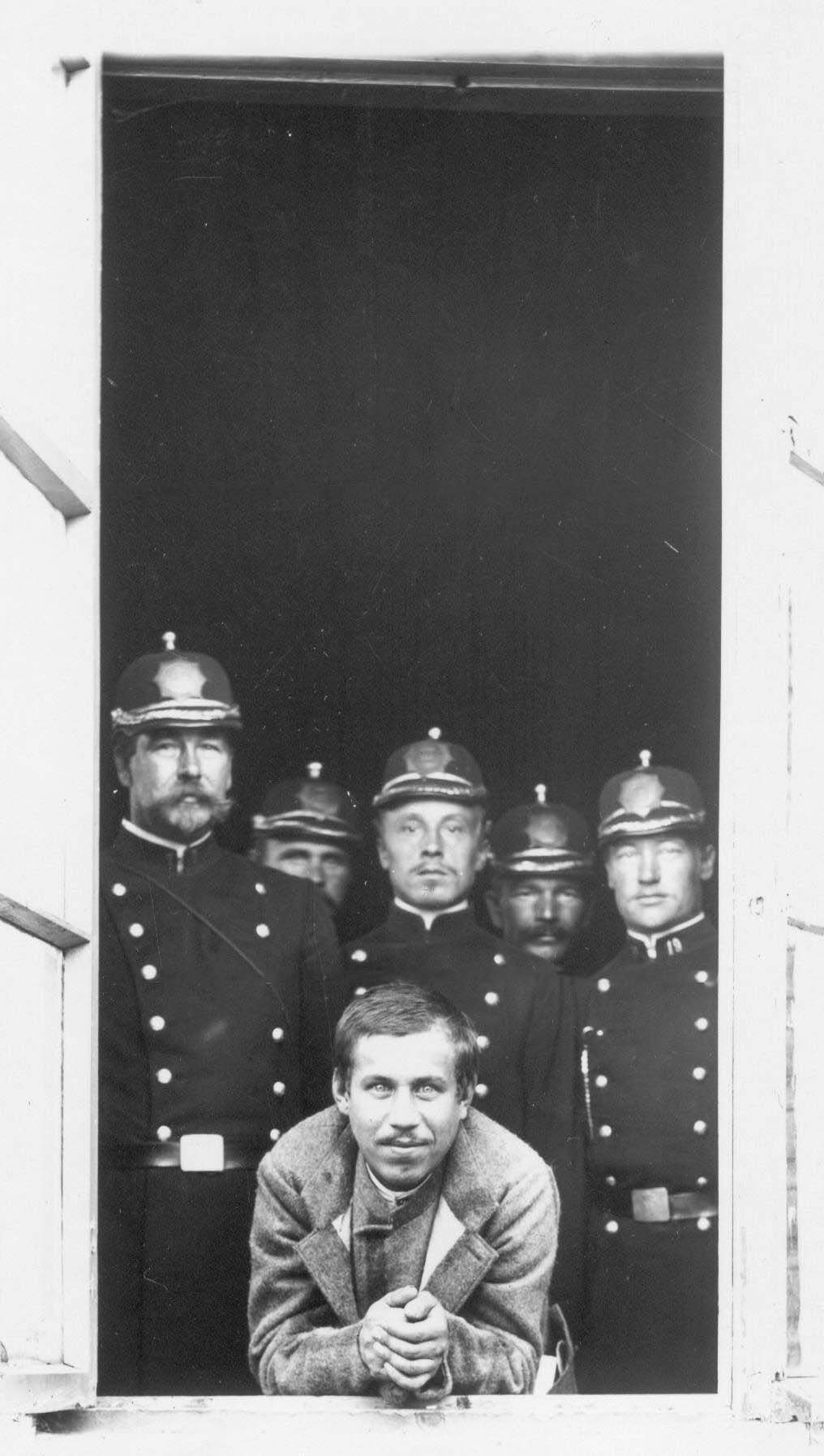
Обвиняемый Егор Ларичкин под охраной в окне здания

В день убийства Герценштейн вернулся в Териоки и около 20 часов вечера вместе с семьёй вышел с дачи прогуляться вдоль берега Финского залива. Впереди Герценштейна шла его жена Анна Васильевна, сам он шёл позади рядом с 17-летней дочерью Анной. На берегу дочь услышала, что их кто-то нагоняет и обернулась. Убийца сделал ещё шагов 5, остановился и произвёл два выстрела из револьвера, а затем, прикрывая лицо левой рукой, отбежал, быстро перелез через забор пляжа и скрылся в прибрежном лесу. Люди, сбежавшиеся на выстрелы и крики, отнесли тело убитого в близлежащую гостиницу и вызвали полицию.
Установив наблюдение за вокзалом, финская полиция зафиксировала, что на поезде в 23:15 в сторону Петербурга отбыла группа подозрительных людей, вышедших из домика капитана финской станционной жандармерии Т. А. Запольского. Сразу по пересечении границы, в Белоострове эти люди сошли с поезда и отправились пить водку и пиво. Наутро, 19 июля (1 августа) 1906 года Тихон Запольский на допросе показал, что в ночь перед убийством Герценштейна в его доме останавливалось 5 человек, двое из которых предъявили корочки агентов охранки за подписью полковника Герасимова. На запрос суда об этих удостоверениях начальник Петербургского охранного отделения А. В. Герасимов ответил, что подобных удостоверений никому из его служащих не выдавалось. По словам Запольского, в ответ на его требование предъявить документы на оружие (боевики не стесняясь бряцали в его доме револьверами и «панцирями»), Ларичкин ответил, что оружие выдано им в полиции Шлиссельбурга. Как неподдельное признал Запольский и рекомендательное письмо за подписью русского соначальника финской жандармерии. После допроса Запольский пытался немедленно выехать в Петербург; это сочли подозрительным, и его на некоторое время арестовали. Позже свои показания Запольский подтвердил под присягой в заседании суда.
Ни следователи, ни сам убитый и его семья не знали в этот день, что за час до убийства, в 7 часов вечера в Москве вышел номер черносотенной газеты «Маяк». На первой полосе крупный анонс: «Герценштейн убит», а на четвёртой — статья «Слух о смерти Герценштейна».
Расследование вёл помощник присяжного поверенного Петербургской судебной палаты Г. Ф. Вебер. Выяснилось, что служитель териокской гостиницы «Северная» Янович обнаружил в одном из номеров карточку с изображением черепа и двух костей с надписью «Коморра народной расправы». Такие же пришли по почте Герценштейну — одна в день его убийства, другая — 26 июля 1906 года. Другие свидетели сообщали, что за несколько дней до убийства в Териоках видели подозрительных субъектов, следивших за Герценштейном. Они назвали себя революционерами, у них видели оружие и панцири.
В конце ноября 1906 года следствию удалось выйти на связь убийц с Союзом русского народа. Бывшие члены СРН И. А. Лавров, М. И. Зорин и В.Романов дали показания Веберу, что от соучастников в убийстве Герценштейна они слышали, что это преступление совершили ранее дважды судимый Г. С. Ларичкин, С. Александров — охранник при Главном совете СРН, десятники Путиловского завода А. В. Половнёв и трактирщик Л. А. Тополев, действовавшие по подстрекательству Н. М. Юскевича-Красовского — кандидата в члены Главного Совета Союза русского народа.
По мере поступления новых доказательств финские власти объявляли подозреваемых и свидетелей в розыск, те долгое время скрывались — лишь к 1909 году удалось признать как судебный факт некоторые из существенных деталей. 19 сентября 1909 года американский журналист Герман Бернштейн, присутствовавший на суде, представил читателям New York Times следующую картину:
В конце июня 1906 года Н. М. Юскевич-Красковский (один из соучредителей и кандидат в члены Главного Совета СРН, близкий соратник его главы доктора Дубровина, собрал у себя особую группу дружинников во главе с Половнёвым. В группу входили Ларичкин, Александров, Беляев и Казанцев. На первой встрече Юскевич разъяснил группе суть задания: «срезать» (что на жаргоне уголовников означало «убить») людей, опасных правительству. Через неделю Юскевич раздал боевикам фотографии Аладьина, Винавера, Герценштейна, Петрункевича и других видных думцев, проинформировал их об обычных перемещениях намеченных жертв и дал инструкции, как выйти на их адреса. Задание «срезать Герценштейна» выпало на долю Половнёва и Казанцева. Наутро следующего дня в штабе СРН Юскевич выдал Александрову, Беляеву, Рудзику, Пименову и Ларичкину револьверы, приказав немедленно выезжать на место. Вечером группа встретилась в Териоки. «Хотя дело при этой встрече не обсуждалось», подчеркнул Ларичкин, Половнёв пообещал сообщникам: «Скоро мы будем богатенькими и будем кататься на авто».
На следующий день в Териоках Половнёв подвёл Ларичкина к одному дому, указал на мужчину, сидевшего «рядом с двумя женщинами и ребёнком» (очевидно, с женой и обеими дочерьми), и сказал: это Герценштейн. Приказав наблюдать за ним, а если представится возможность — то застрелить, Половнёв удалился. Ларичкин дождался, пока Герценштейн обернётся, сверил его лицо с фото и приступил к слежке. Вскоре Герценштейн был убит.

### Похороны

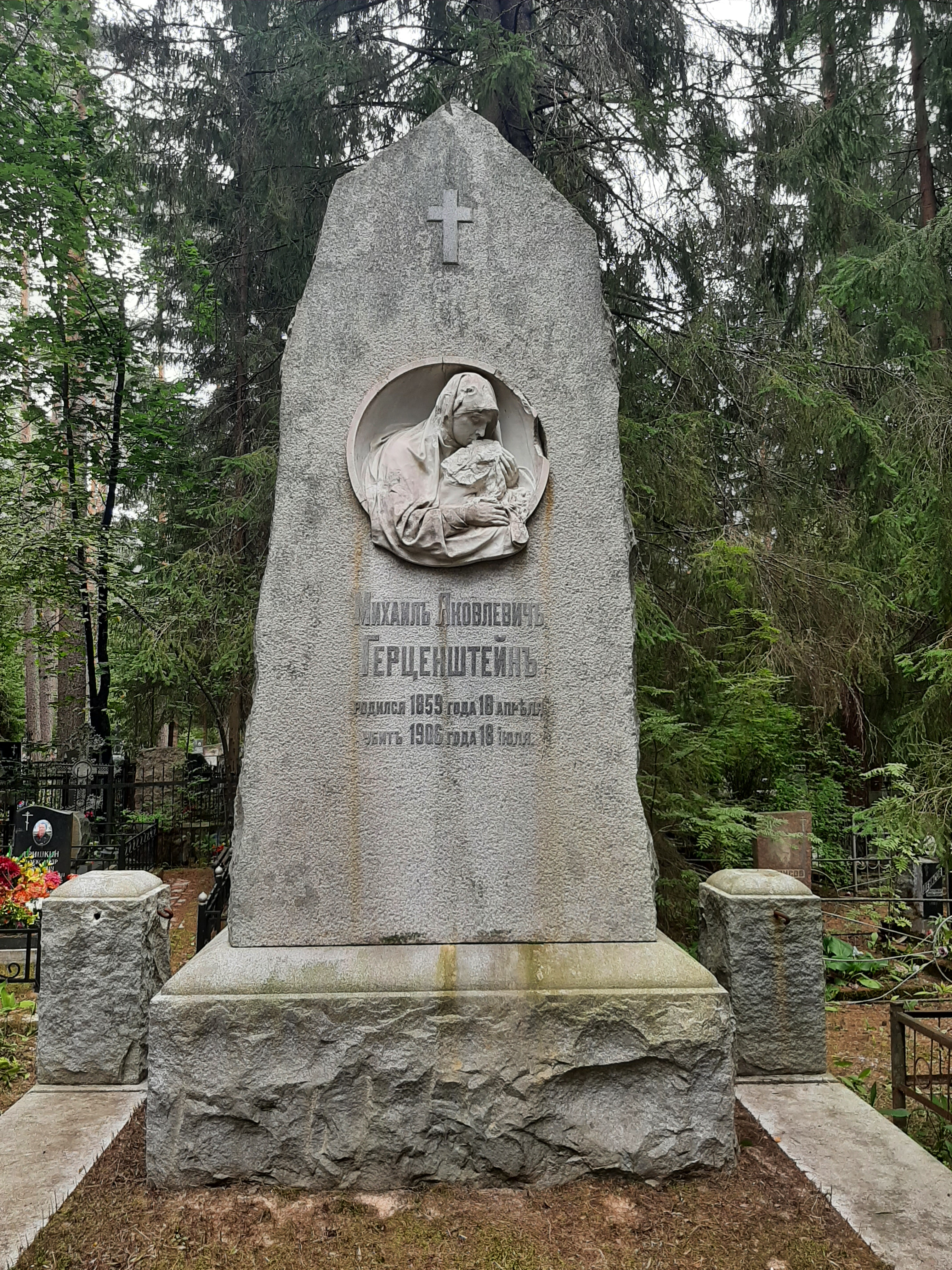
Памятник на могиле М. Я. Герценштейна на Зеленогорском кладбище

После получения кафедры Герценштейн переехал в Москву. Узнав о его убийстве, В. В. Пржевальский, И. М. Чупров и ряд московских товарищей Герценштейна по работе в земских органах взялись за организацию похорон. Практически все приготовления уже были завершены, причём градоначальник сказал организаторам, что «предоставляет их усмотрению весь внутренний распорядок шествия, но наружный порядок возлагается всецело на полицию». «Русское Слово» уже оповестило, что «тело М. Я. Герценштейна прибудет в Москву на Николаевский вокзал 23-го июля, в 8 ч. 50 м утра». Однако в эти же дни в Кронштадте — буквально напротив Териок, через залив, — начался мятеж, а следом и в Петербурге началась забастовка. Опасаясь, что прибытие похоронной процессии может вызвать беспорядки, петербургские власти фактически воспрепятствовали воле семьи, и вдова и однопартийцы Герценштейна принуждены были согласиться захоронить его тело в самих Териоках.
На похороны собралось несколько тысяч человек (Кяхенен приводит оценки в 15-20 тысяч). Все лавки и ремесленные заведения посёлка были закрыты в знак траура. Каждый новый поезд, прибывавший из Петербурга в Териоки, люди встречали пением. Вдоль всего пути следования катафалка в несколько рядов стояли люди с обнажёнными головами, многие плакали.
Позже на Териокском кладбище установили памятник-обелиск, а на месте убийства, на берегу залива — гранитный камень «с надписью, рассказывающей о благородном друге Финляндии».

## Семья

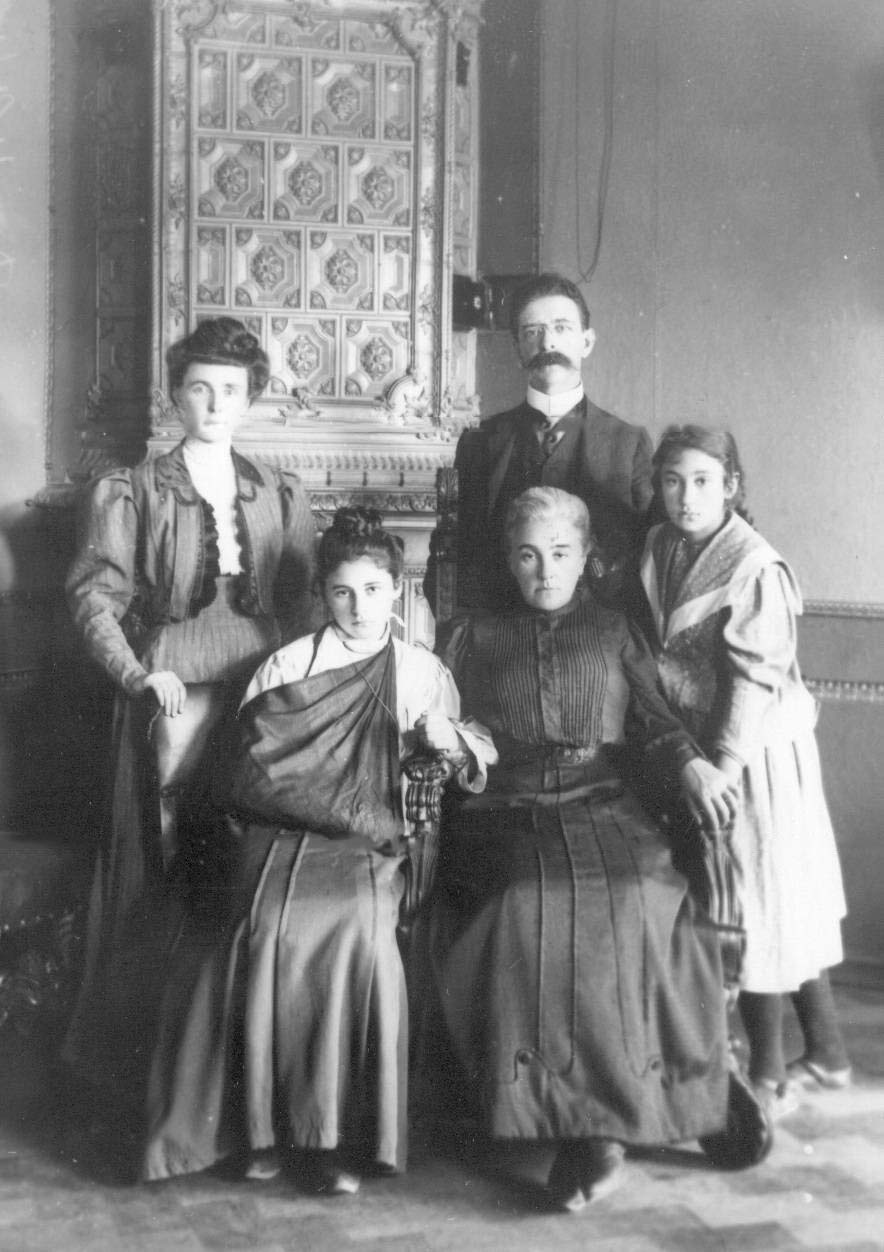
Семья Герценштейна вскоре после его гибели, сидят дочь Анна, жена Анна Васильевна, рядом дочь Вера, стоят — неизвестная и депутат Думы Г. Б. Иоллос

- Жена — Анна Васильевна, урождённая Пчёлкина[8] (?—14.07.1939, Пиштяны, Словакия)[44]
- Дочь — Анна в замужестве Левицкая, затем Игумнова (1889—1985?), в эмиграции в Чехословакии, организатор Пушкинского музея в Бродзянах[45].
- Дочь — Вера в замужестве Любошинская[45]
- Сестра — София Яковлевна. Родилась около 1860 г., в сентябре 1880 г. выехала в Швейцарию (Берн). В 1882 году, проживая в Женеве и Париже под фамилией Симанская (Симонская), имела контакты со Ст. Романенко и другими эмигрантами из России. В июле 1882 вернулась в Одессу, где была поставлена под негласный надзор полиции. В октябре 1884 года выехала в Париж, где поступила на высшие медицинские курсы. В начале 1900-х годов продолжала жить за границей[5]

## Научные труды

### Книги и брошюры
- Кредит для земств и городов. — М., 1892.
- Реформа ипотечного кредита в Германии. — СПб., 1900.
- Ипотечные банки и рост больших городов в Германии. — СПб.: Тип. В.Киршбаума, 1902. — 281 с.
- Харьковский крах. — СПб., 1903.
- Мелкий кредит в трудах комитетов о нуждах сельскохозяйственной промышленности и сберегательные кассы. — М., 1904.
- Новейшие течения в учении о поземельном кредите в Германии. — М., 1904.
- Государственное страхование рабочих в Германии. — М., 1905.
- Аграрный вопрос в программах различных партий. — М., 1906.
- Герценштейн М. Я. Национализация земли, Крестьянский банк и выкупная операция. — СПб.: Т-во «Общественная польза», 1905. — 190 с.

### Статьи
- Переписка Родбертуса с Адольфом Вагнером («Русская Мысль», 1885, декабрь).
- Ст. «Национализация земли», «Крестьянский банк» и «Выкупная операция» в сборнике «Аграрный вопрос», 1905.
- Национализация земли, Крестьянский банк и Выкупная операция. — СПб., 1905.
- Сберегательные кассы // Энциклопедический словарь Брокгауза и Ефрона : в 86 т. (82 т. и 4 доп.). — СПб., 1890—1907.